# Korn (album)
Korn è il primo album in studio del gruppo musicale statunitense omonimo, pubblicato l'11 ottobre 1994 dalla Epic Records e dalla Immortal Records.
Dopo aver conquistato la vetta della classifica Heatseekers sul finire del 1995, l'album raggiunse la posizione numero 72 della Billboard 200 nel febbraio 1996, venendo certificato doppio disco di platino dalla RIAA per aver venduto oltre due milioni di copie negli Stati Uniti d'America. L'album è stato sempre ritenuto il migliore di quelli pubblicati dal gruppo, sia dai fan che dalla critica specializzata. Nel 2001, la rivista Q lo ha inserito nella sua lista dei 50 album più aggressivi di tutti i tempi. Il critico musicale Piero Scaruffi lo ha inserito al 29º posto della sua lista dei migliori album metal di tutti i tempi.
Nel giugno del 2017 la rivista Rolling Stone ha collocato l'album alla trentesima posizione dei 100 migliori album metal di tutti i tempi, e nel 2020 la rivista Kerrang! l'ha inserito al primo posto nella sua lista dei 21 migliori album nu metal di sempre.

## Descrizione
Il disco è da molti considerato il primo, in ordine cronologico, ad aver lanciato il genere nu metal. Ha esercitato una notevole influenza sulla musica di molti gruppi nu metal successivi (Static-X, Adema, Coal Chamber, Limp Bizkit, Slipknot, Mudvayne, Disturbed), ma anche su altri come Sepultura e Machine Head.
Nell'album il lavoro delle chitarre è ispirato a gruppi thrash metal quali Pantera, Slayer e Sepultura, mentre la sezione ritmica incorpora ritmi hip hop ed elementi funk e industrial. Lo stile vocale di Jonathan Davis è influenzato da una grande varietà di generi musicali, tra cui soprattutto synth pop e old school hip hop, oltre che ovviamente dall'heavy metal. In molti brani dell'album sono riconoscibili anche influenze death metal.
Nelle canzoni sono presenti, per la prima volta nella musica heavy metal, tecniche quali lo scat, forma di canto propria del jazz che consiste nel formulare una serie di parole prive di senso in chiave più ritmica che melodica, e l'introduzione con la cornamusa (Shoots and Ladders).
I testi, scritti da Davis, sono completamente autobiografici e sono incentrati sui soprusi e sui maltrattamenti che il cantante subì durante l'infanzia e l'adolescenza. Il testo del brano Shoots and Ladders è composto quasi interamente da filastrocche per bambini della cultura popolare: London Bridge Is Falling Down, Mary had a little lamb, Ring Around the Rosie, One, Two, Buckle One Shoe e altre. La canzone Blind è stata inserita all'88º posto nella lista delle "100 canzoni che hanno cambiato il mondo" stilata dalla rivista Q.

### Daddy
Il brano conclusivo dell'album, Daddy, presenta un coro introduttivo a cappella. Poi parte un giro di basso e comincia la batteria. Verso la fine del brano si può sentire il pianto del cantante, che, al contrario di quanto si potrebbe pensare, è vero e non è stato aggiunto successivamente. Il testo parla del trauma che Davis dovette subire in giovanissima età: egli fu infatti violentato da un amico di famiglia, un vicino. Questo segnò molto la vita del cantante, ed è un fatto, per lui, molto personale, tanto che decise di non eseguire il brano ai concerti. Solo in una occasione prese la decisione di cantare questa canzone dal vivo; tuttavia a metà del brano, decise di interromperne l'esecuzione.

Secondo alcune interpretazioni, Davis fu violentato dal padre; questo a causa del titolo: Daddy, ovvero "papà" e alla generale controversia del testo, il quale lascia effettivamente pensare all'ascoltatore che sia stato proprio il padre di Davis ad abusarne. Queste voci, che andarono diffondendosi, misero molto in imbarazzo Davis, che smentì il tutto in un'intervista condotta dalla rivista Kerrang!, nella quale dichiarò:
 Prima che l'album venisse pubblicato, fu registrato anche un demo del brano, il quale iniziava subito con i riff di basso e non conteneva né l'introduzione con il coro della versione definitiva né i pianti finali del cantante. Inoltre, questa versione è considerevolmente più breve di quella definitiva, durando infatti 4:29.
Al termine del brano è presente una traccia fantasma intitolata Michael and Geri. Nell'edizione statunitense, tale dialogo è integrato insieme a Daddy, mentre in quella europea risulta essere il numero 13.

## Tracce
1. Blind – 4:19
2. Ball Tongue – 4:29
3. Need To – 4:02
4. Clown – 4:36
5. Divine – 2:51
6. Faget – 5:50
7. Shoots and Ladders – 5:22
8. Predictable – 4:32
9. Fake – 4:51
10. Lies – 3:22
11. Helmet in the Bush – 4:02
12. Daddy – 17:31 – dopo 4:30 minuti dal termine del brano (9:35–14:05) inizia la traccia fantasma Michael and Geri

Bonus Track Su Internet
13. Christmas Song - 2:29
14. Layla - 4:20

## Formazione
Gruppo
- Jonathan Davis – voce, cornamusa, cori
- Fieldy – basso, cori
- J. Munky Shaffer – chitarra, cori
- Brian – chitarra, voce, cori
- David – batteria, cori

Altri musicisti
- Judith Kiener – voce aggiuntiva (finale traccia 12)

Produzione
- Ross Robinson – produzione, registrazione, missaggio
- Larry Weintraub – produzione esecutiva
- Chuck Johnson – ingegneria, missaggio
- Eddy Schreyer – mastering

## Classifiche
| Classifica (1995)         | Posizione massima |
| ------------------------- | ----------------- |
| Stati Uniti (heatseekers) | 1                 |
| Classifica (1996)         | Posizione massima |
| Stati Uniti               | 72                |
| Classifica (1999)         | Posizione massima |
| Australia                 | 46                |
| Nuova Zelanda             | 10                |
| Paesi Bassi               | 56                |
| Stati Uniti (catalog)     | 5                 |